# スコティッシュ・スモールパイプ
スコティッシュ・スモールパイプ (Scottish smallpipe、SSP)は、現代の形態としては、コリン・ロス(Colin Ross、20世紀ノーサンバーランドのミュージシャン)を初めとした楽器製作家によって再開発された鞴(ふいご)式のバグパイプである。
現在スコットランド国立博物館所蔵の呼気式のモントゴメリー(Montgomery)スモールパイプのE管の楽器(伝1757年製作)を始め、同じような歴史的な楽器での鞴式の用例は多数残っている。フランシス・M・コリンソン(Francis M. Collinson、1898年-1985年)の書いた「バグパイプの歴史」(history of the bagpipes)には、歴史的なスコティッシュ・スモールパイプについての幾つかの議論が登場する。 
しかし、より信頼できる調査と情報はスコットランド歴史・文化学者ヒュー・チープ(Hugh Cheape)の書いた「Bagpipes: A National Collection」から得ることが出来る。いくつかの楽器は歴史的な楽器の複製品として製作されているが、現代では古い楽器をそのまま復刻しているケースはほとんどなく、より大型にし調律を低くしたものが一般的である。現代の楽器における革新、特にリードのデザインのそれは主にノーサンブリアン・スモールパイプ(en:Northumbrian smallpipes、NSP)が元となっている。
15世紀に遡る小さなバグパイプの存在を示す証拠が存在してはいるが、現在の形態は1980年代初頭以降にのみ存在している。そのため、現代世に知られているバグパイプの種類では最も若い部類に入るとも考えられる。

## 特徴
スコティッシュ・スモールパイプはノーサンブリアン・スモールパイプ(Northumbrian smallpipes)と比べると、チャンターの終端に穴が空いていること(ノーサンブリアン・スモールパイプは穴がない)、一般的な傾向としてキー(keys)がないこと、の2点で区別される。これは、チャンターの音色がスタッカートではなくすべての音にスラーのかかったつながったものであること、および、2オクターヴ近い音域を持つ18世紀後半および19世紀の形態のノーサンブリアン・パイプとは対照的に音域がわずか9音であることを意味する。ノーサンブリアン・スモールパイプとの更なる識別点としては、スコティッシュ・スモールパイプはその新しさ故に、過去から受け継がれる伝統奏法の存在しないことが挙げられる。
楽器は円筒型で穴の開いたチャンターを有している。最も一般的なものはAで調律されたものであるがどの調にも対応でき、DやC、B♭が一般的な調である。円筒型で穴の開いたチャンターは、ボーダー・パイプ(en:Border pipes)のように同じ大きさの円錐型の穴の開いたチャンターと比べて1オクターヴ低く鳴る。
スコティッシュ・スモールパイプは、ノーサンブリアン・パイプやボーダー・パイプのように、鞴式のものが一般的である。呼気式の楽器も入手可能ではあるが、呼気に起因する湿った空気が茅のリードを痛める要因となることもあって、さほど一般的ではない。
チャンター(en:Chanter)の最も一般的なスタイルはキーなしではあるが、ごくたまに高音域のB、G#、Fナチュラル、Cナチュラルのためのキーが加えられる。現代のノーサンブリアン・スモールパイプのように多くのキーを追加することは可能ではあるが、9音を超える音を使うミュージシャンは多くない。また、この楽器のために書かれたほとんどの音楽はキーなしの楽器に合わせて9音のみで構成されている。
ドローン管は一般には3本あり、普通は2つのパターンのうちの１つで調律される。Aのバグパイプであれば、通常は主音であるチャンターのAからオクターヴ低い "A" でテナー・ドローン管が調律され、バス・ドローン管は更に1オクターヴ低い "A" で調律される。時々 属音のドローン管が使われることが有り、これはバスの5度上に調律されたバリトンのドローン管、ないしテナーの5度上に調律されたアルトのドローン管となる。 
Dのキーのチューン(en:Tune (folk music))を演奏する場合のため、主音のドローンは止めることも鳴らすこともできる。  ほとんどの製作家はアルトよりもバリトンのドローン管を作る傾向にあり、多くの場合バス管とテナー管だけを使う。他の製作家はA管とD管のチャンターに対応するドローン管を開発しており、どちらのチャンターでも1つの楽器で演奏することができる。これらのセットはA管とD管の両方のドローン管を含む。 
更に、長めの tuning pinやノーサンブリアン・スモールパイプの影響を受けた tuning beadを使うことによって、いくつかのスモールパイプのドローンは2度か3度高く音程を変えることが簡単にできる。Cのバリトン・ドローン管は、例えばDやEにも変えることができる。 
これは、5番目ないし4番目の調律されたバリトン・ドローン管ないしアルト・ドローン管を演奏するといったように、ドローンのチューニングの選択肢を増やすことができる。

## 歴史
元々はボーダー・パイプと共にスコットランドで最初に記録されたバグパイプの１つであり、スコットランドにおいてローランド地方や遠く北はアバディーンで盛んだった。 記録に残る限り15世紀から存在しており(有名なグレート・ハイランド・バグパイプ(GHP)は16世紀以降の文献にのみ登場する)、始めは宮廷や城での踊りや娯楽に使われていた。ふいご式のため長時間の演奏に向いており、後に町のパイパー(Burgh Piper)やミンストレル(Town Minstrel)の間で盛んになり、スモールパイプが記録に現れなくなり町のパイパー(Town Piper)が見られなくなる19世紀初頭まで使われた。
鞴式のスモールパイプはイングランドやヨーロッパ大陸を経由してスコットランドに入ってきたと考えられており、スコットランドでは15世紀以降の多くの 図面や彫刻、絵画に、ヨーロッパ全体では数世紀遡る12世紀以降にその証拠が残されている。
スモールパイプとボーダー・パイプの演奏の伝統には空白時期が存在するため、絶対的であったり決定的であるとされる奏法は特に存在しない。しかしながら、ディクソン(Dixon)、ピーコック(Peacock)、リッデル(Riddell)といったこれらのバグパイプのために書かれた現存する楽譜によって提示される証拠によると、より変奏やアルペッジョに依存していたようであり、今も残るハイランドの音楽が定型化された装飾音の技術が支配的であることと対照的である。
スモールパイプはグレート・ハイランド・バグパイプ奏者の間では、2番目の楽器としてボーダー・パイプ(en:Border pipes)と並んで非常に盛んであり、普通は呼気式を選び、グレート・ハイランド・バグパイプの伝統に従って演奏する。グレート・ハイランド・バグパイプ奏者のための比較的静かな練習用楽器として音楽的に物足りないグレート・ハイランド・バグパイプ用プラクティス・チャンター(en:practice chanter)からいくらか置き換わっているがそれ以上に、グレート・ハイランド・バグパイプとボーダー・パイプ(en:Border pipes )両者のレパートリーを演奏可能とするセッション向けの楽器として広く普及している。
スコティッシュ・スモールパイプはグレート・ハイランド・バグパイプ奏者たちにとって、フィドルやフルートを初めとした様々な楽器の音楽のセッションに参加したり歌手の伴奏をすることを広く可能とした初めての楽器である。しかしながら、現代のスコティッシュ・ボーダー・パイプ(Scottish Border pipes)は、前身のボーダー・パイプと比べより静かでより信頼性の高い楽器となっており、グレート・ハイランド・バグパイプ奏者のセッションの楽器の新たな選択肢としてゆっくりとスコティッシュ・スモールパイプを置き換えつつある。